# Garde impériale autrichienne
La Garde impériale autrichienne (Kaiserliche Garde en allemand) était la garde personnelle de l'empereur ou de l'archiduc d'Autriche. Après le Compromis austro-hongrois de 1867, elle fut regroupée au sein d'unités KuK (Kaiserlich und königlich soit Impérial et royal). La Garde impériale autrichienne est créée en 1760 bien que son origine remonte à la Renaissance, avec la création par les Habsbourg d'une garde impériale afin d'asseoir leur autorité sur le Saint Empire romain germanique. Elle persiste jusqu'à l'effondrement de l'empire austro-hongrois en 1918. Contrairement aux Gardes d'autres États dynastiques, la garde impériale autrichienne n'a en réalité jamais été un corps de combat, mais participait au renforcement et au prestige des institutions. Ses membres étaient tous des officiers d'origine noble, et le soldat de la Garde est assimilé au capitaine de l'armée commune.
Traditionnellement, le régiment de la Garde était divisé en cinq unités :
- Escadron de la Garde KuK (de) (k.u.k. Leibgardereitereskadron)
- Compagnie d'infanterie de la Garde KuK (de) (k.u.k. Leibgardeinfanteriekompanie)
- Garde des Archers (de) (Arcièren-Leibgarde)
- Garde des trabants KuK (de) (k.u.k. Trabantenleibgarde)
- Garde du corps royale hongroise (königlich-ungarische Leibgarde)

## Galerie

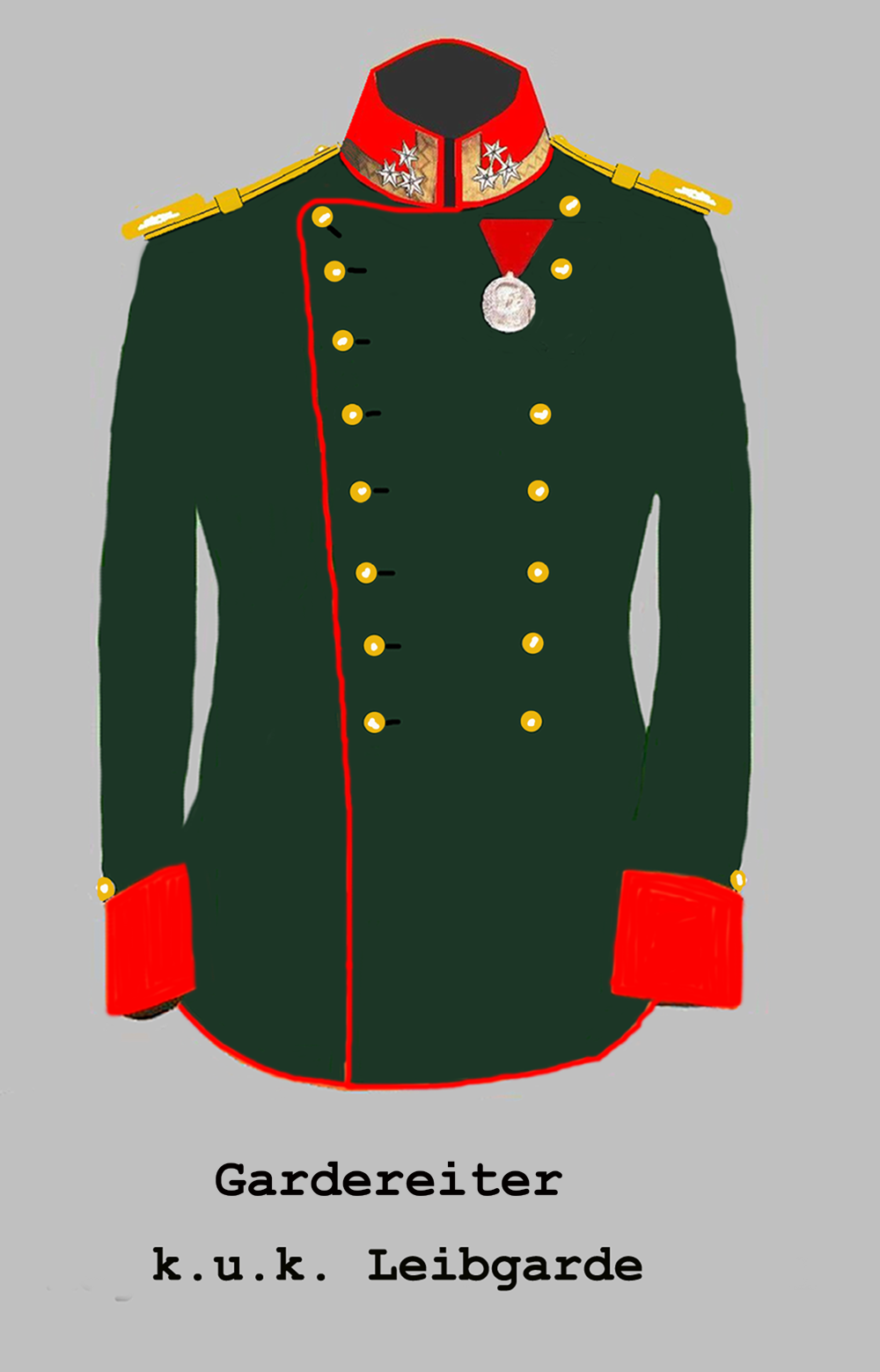
Tenue d'un membre de l'Escadron de la Garde (Gardereiter k.u.K Leibgarde)
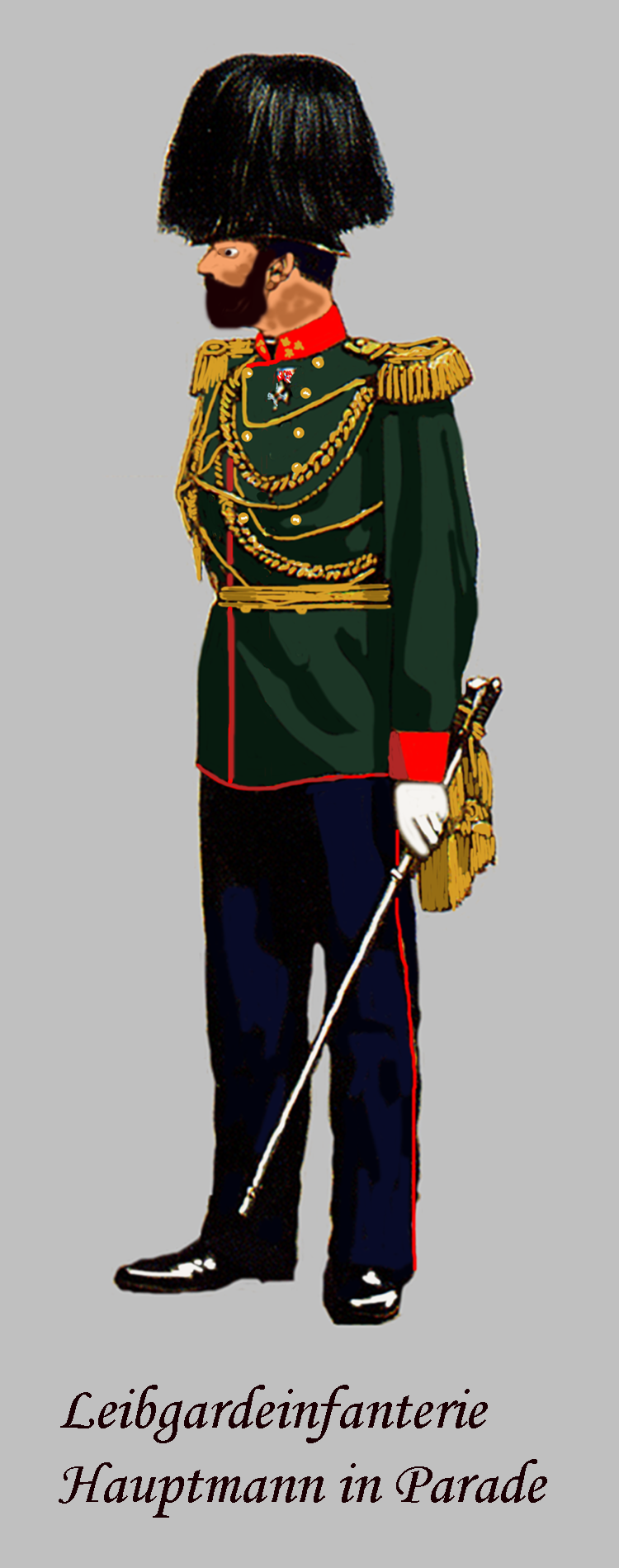
Tenue de parade d'un capitaine de la Compagnie d'Infanterie de la Garde (Leibgarde Infanterie Hauptmann)
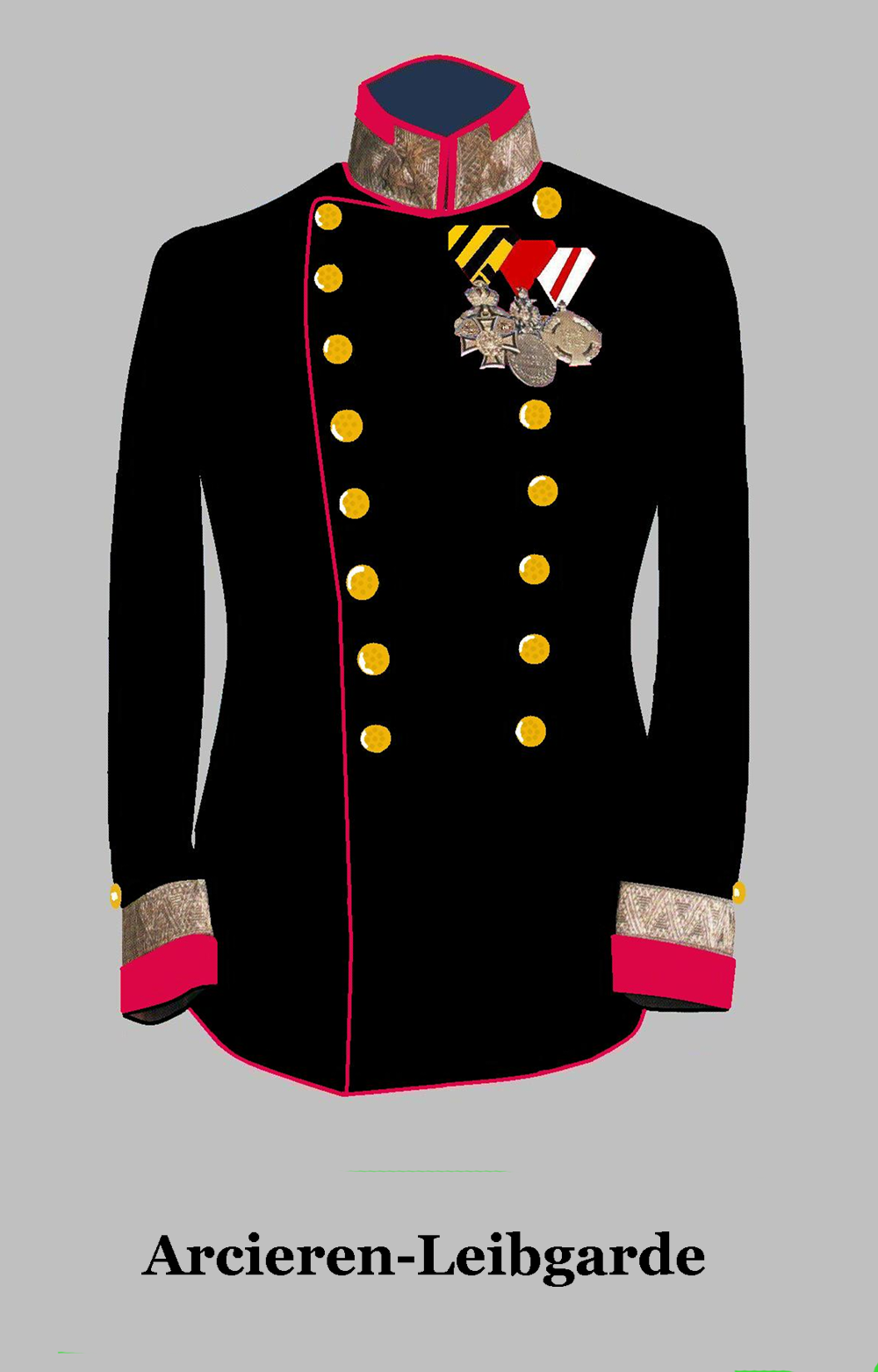
Tenue d'un Garde des Archers (k.u.k. Arcièren-Leibgarde)
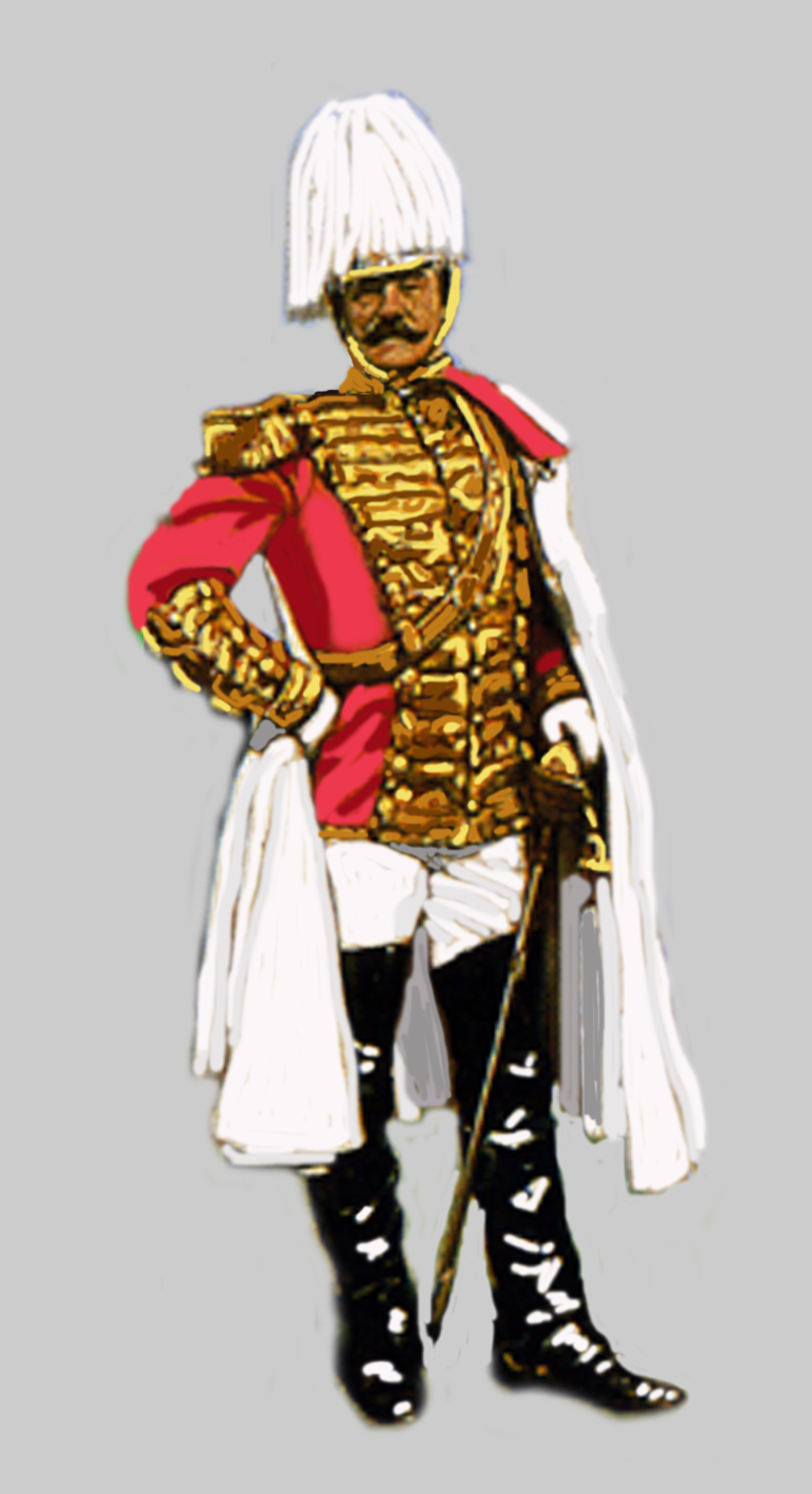
Garde des Archers en service de Cour
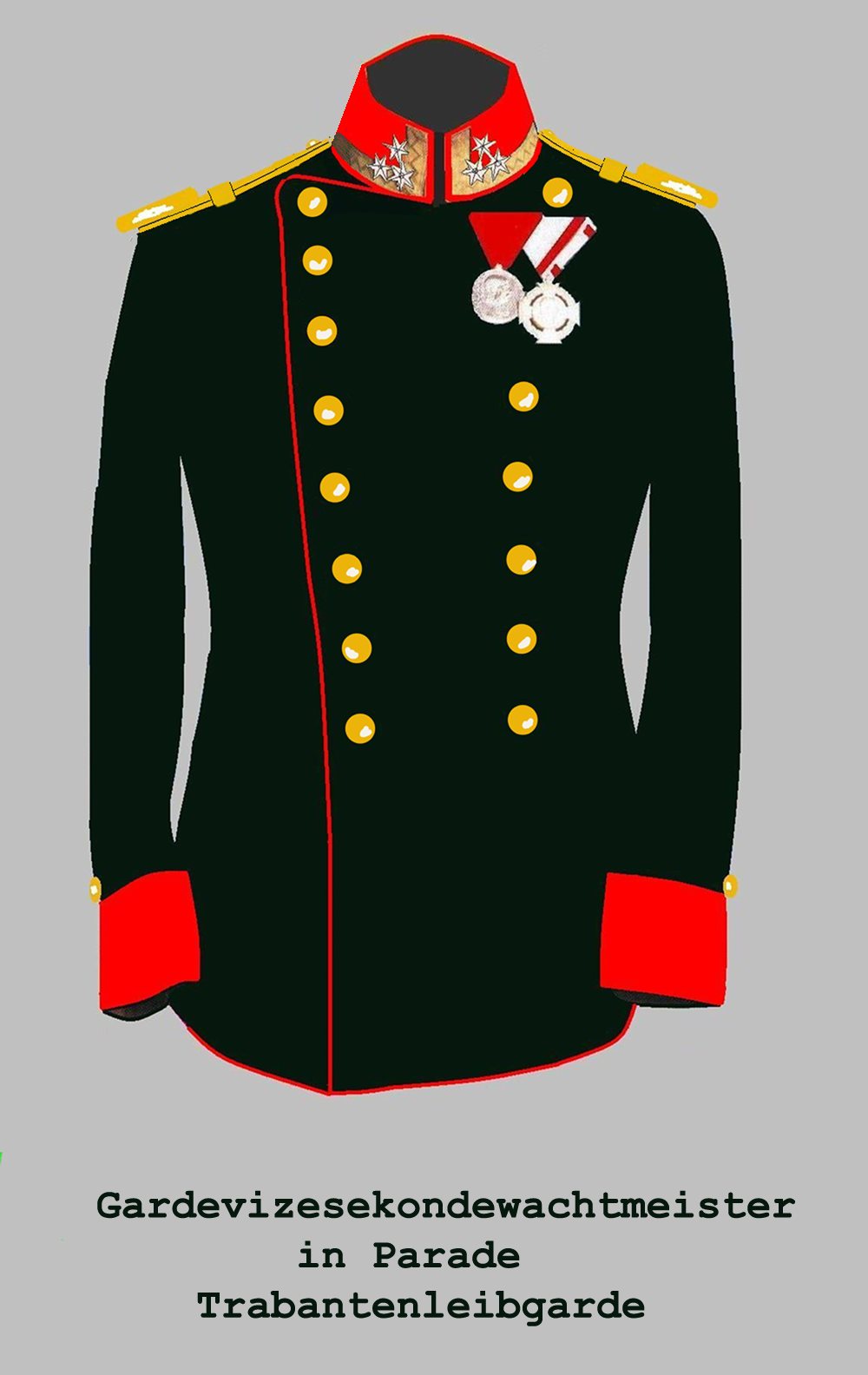
Tenue de parade de sergent de la Garde des trabants (Gardevizesekondewachtmeister der k.k. Trabanten-Leibgarde)
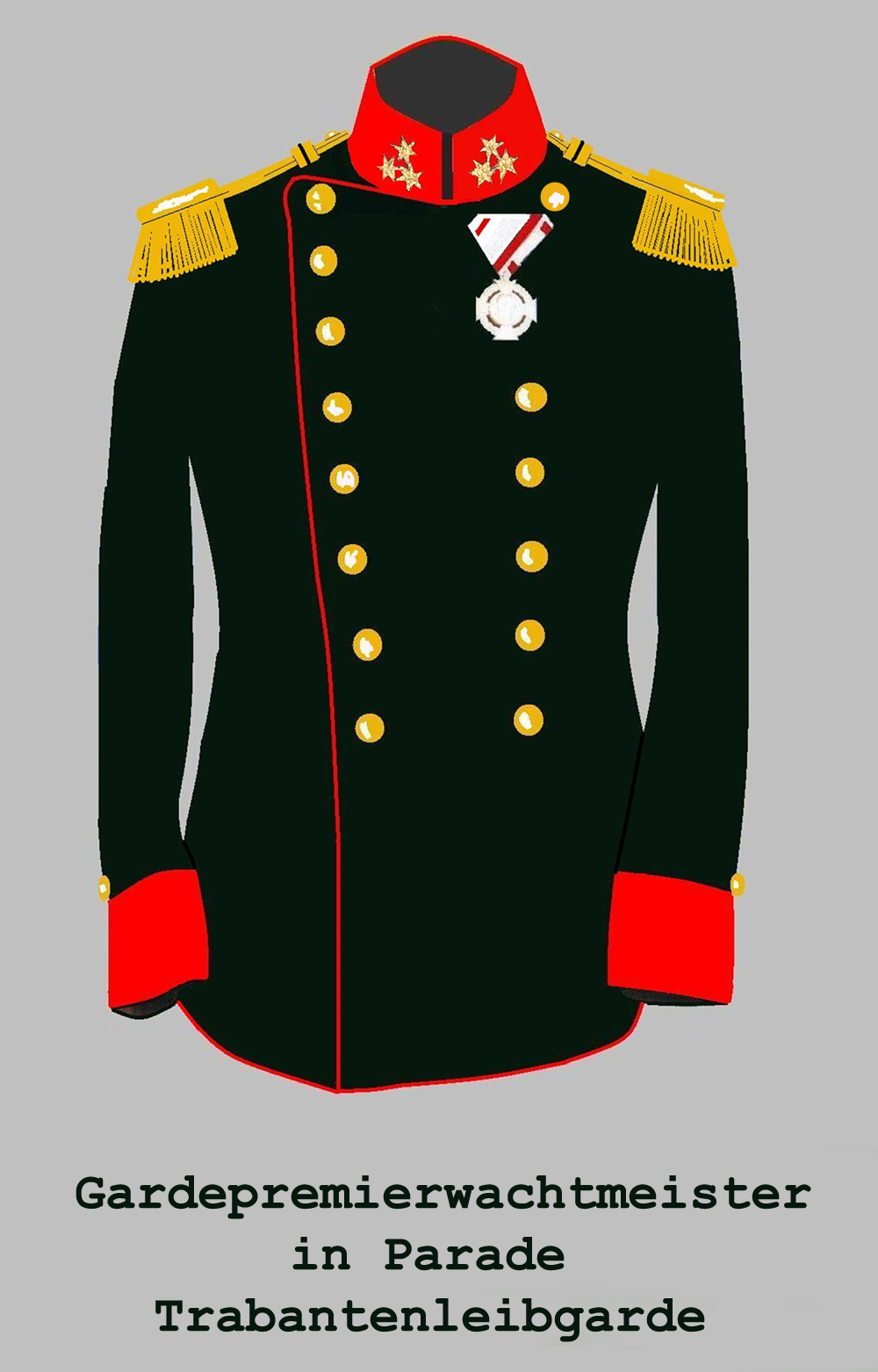
Tenue de parade de sergent-chef (Gardepremierwachtmeister) de la Garde des trabants
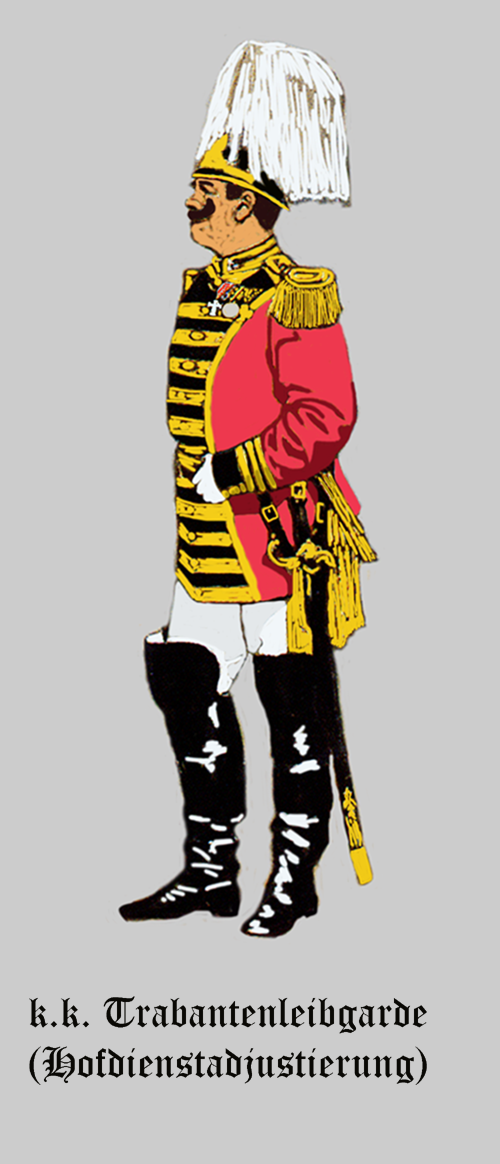
Tenue d'un sergent-chef de la Garde des trabants en service de Cour
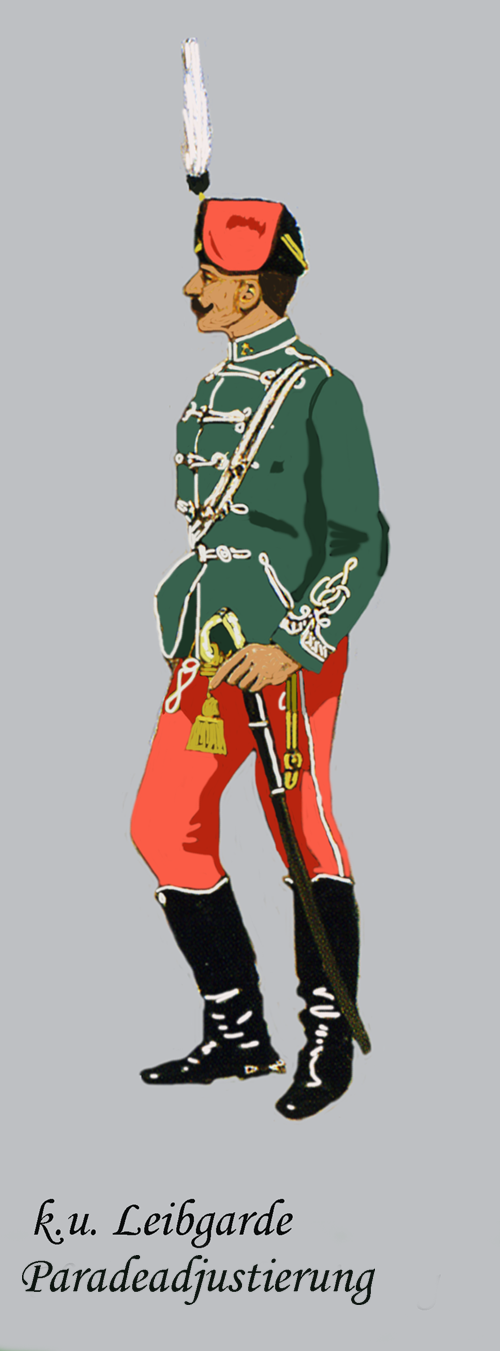
Garde du corps royale hongroise, tenue de parade
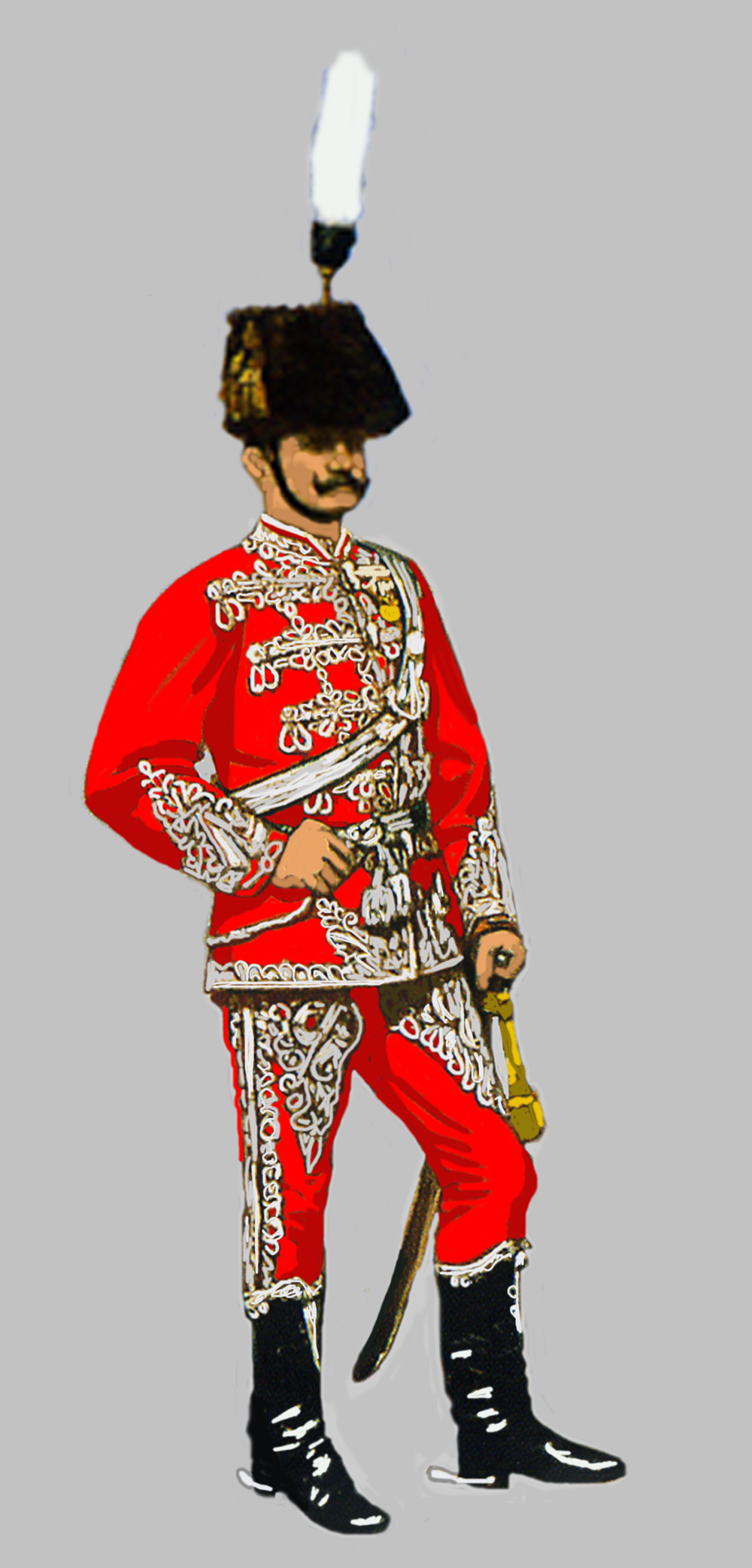
Garde du corps royale hongroise en service de Cour